# James Barlow
James Barlow (Birmingham, 1º dicembre 1921 – Cork, 30 gennaio 1973) è stato uno scrittore britannico.

## Biografia
Nato James Henry Stanley Barlow a Birmingham il 1º dicembre 1921, nel 1940 si è arruolato nella Royal Air Force, ma l'anno successivo è stato riformato a causa della tubercolosi.
Dopo aver lavorato per una compagnia dell'acqua come ispettore tariffario, a partire dagli anni '60 è diventato scrittore a tempo pieno firmandosi James Barlow. Autore di 13 romanzi, in due occasioni le sue opere sono state trasposte in pellicole cinematografiche: L'anno crudele dall'omonimo romanzo nel 1962 e Il mascalzone dal romanzo The Burden of Proof nel 1971.
È morto a Cork il 30 gennaio 1973.

## Opere

### Romanzi
- Torno presto (The Protagonists, 1956), Milano, Longanesi, 1957 traduzione di Maria Altieri - Nuova ed. Palermo, Sellerio, 1991 traduzione di Maria Altieri ISBN 88-389-1088-X.
- One Half of the World (1957)
- The Man with Good Intentions (1958)
- I duri (The Patriots, 1960), Milano, Longanesi, 1962 traduzione di Elsa Pelitti e Giovanna Cantarella
- L'anno crudele (Term of Trial), Milano, Longanesi, 1961 traduzione di Elsa Pelitti - Nuova ed. Parma, Guanda, 1992 traduzione di Elsa Pelitti ISBN 88-7746-600-6. - Nuova ed. Mendrisio, Capelli, 2009 traduzione di Elsa Pelitti ISBN 88-87469-61-X.
- The Hour of Maximum Danger (1962)
- This Side of the Sky (1964)
- One Man in the World (1966)
- The Burden of Proof (1968)
- Goodbye England (1969)
- Liner (1970)
- Both Your Houses (1971)
- In All Good Faith (1971)

## Adattamenti cinematografici
- L'anno crudele (Term of Trial), regia di Peter Glenville (1962)
- Il mascalzone (Villain), regia di Michael Tuchner (1971)